# Progetto K
Progetto K, o Operazione K (The K Project in lingua inglese), fu una serie di cinque test nucleari ad alta quota effettuati dall'Unione Sovietica nel corso del biennio 1961-1962. Lo scopo era quello di testare l'efficacia del missile anti-balistico SA-5 Griffon, del sistema antimissile sperimentale RZ-25, in ambiente contaminato da radiazioni prodotte da esplosioni nucleari.

## Storia
In ogni test, furono utilizzati tre missili. Due di questi erano degli SS-4 Sandal, lanciati dal poligono di Kapustin Yar, ed il terzo era un intercettore SA-5 griffon (chiamato V-1000 dai sovietici), proveniente da Sary Shagan. Il primo SS-4 trasportava una testata nucleare, che aveva lo scopo di creare l'ambiente radioattivo, mentre il secondo, oltre a trasportare la strumentazione per valutare gli effetti della prima esplosione, fungeva da bersaglio per l'intercettore.
I test sovietici avevano lo scopo di dimostrare che la loro difesa antimissile era in grado di proteggere le loro maggiori città in caso di guerra atomica. Il peggior effetto di un test ad alta quota sovietico si verificò il 22 ottobre 1962, quando una testata da 300 kt venne fatta detonare ad ovest di Dzhezkazgan ad una quota di 290 km. Gli strumenti degli scienziati sovietici individuarono una sezione di 570 km di linee telefoniche interessata dall'impulso elettromagnetico (EMP) prodotto dall'esplosione.
Questo impulso fuse tutti i 570 km di linea monitorata, con correnti di una potenza compresa tra i 1.500 ed i 3.400 ampere.. La linea telefonica monitorata venne suddivisa in sezioni di lunghezza variabile tra i 40 e gli 80 km, separate da ripetitori. Ogni sezione venne inoltre protetta da fusibili e protezioni da sovratensione a gas. L'EMP del 22 ottobre (esperimento K-3) in pratica provocò l'incendio istantaneo di tutte queste protezioni di tutte le sezioni di linea telefonica comprese nei 570 km. Lo stesso impulso, inoltre, provocò un incendio che distrusse la centrale elettrica di Karaganda, ed interruppero circa 1.000 km di linea elettrica (sepolta a poca profondità) tra le città di Astana ed Almaty.
La ratifica del Partial Test Ban Treaty, l'anno successivo, pose termine ai test nucleari atmosferici ed extra-atmosferici.

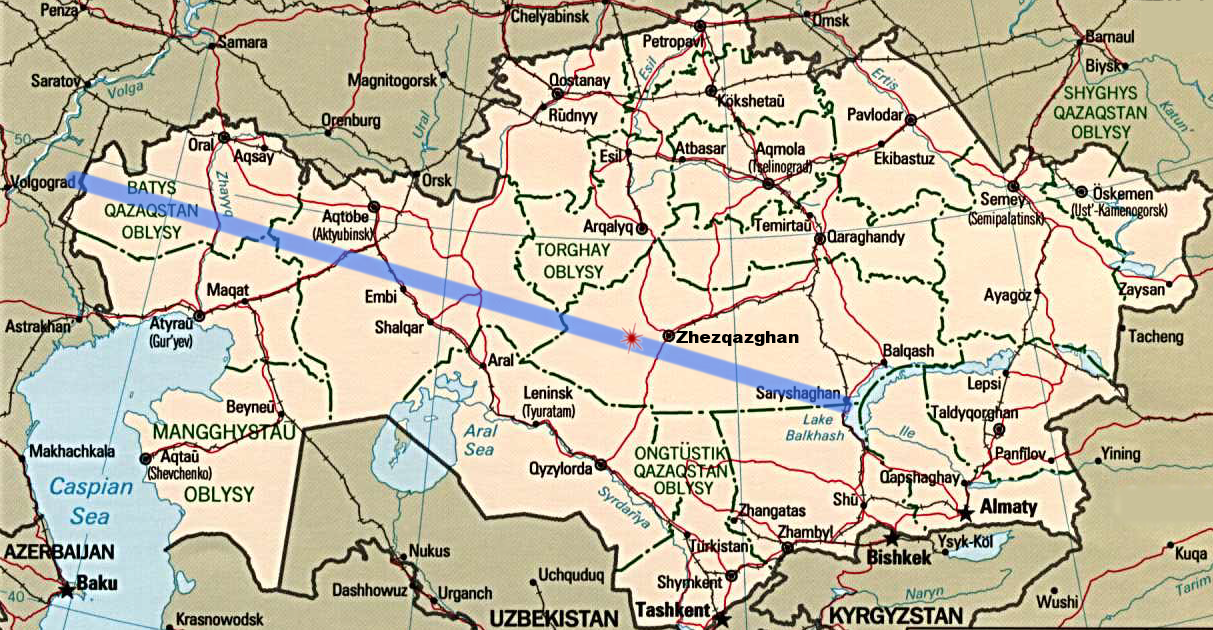
La mappa del Kazakhistan mostra la traiettoria seguita dai missili con testata nucleare a bordo utilizzati nel corso dell'Operazione K (linea blu). Il segno rosso sulla mappa mostra il luogo della detonazione del test K-3: si tratta dell'unica che è stata comunicata. Tuttavia, grazie alla quota ed a considerazioni di tipo fisico, si stima che tali detonazioni siano tutte avvenute tra la località del test K-3 e Sary Shagan. Le linee danneggiate dal test K-3 si estendono da Zhezqazghan, attraverso Karaganda, verso nord per Aqmola (oggi Astana, la capitale del Kazakhistan) e terminano in una località sconosciuta a nord di Aqmola..

Nonostante il fatto che le testate utilizzate nel Progetto K fossero più piccole (300 kt) di quelle usate dagli Stati Uniti nei contemporanei test Starfish Prime, visto che le prove sovietiche furono condotte su un territorio molto più popolato (ed in una località dove il campo magnetico terrestre era maggiore), i danni causati dagli EMP furono decisamente superiori. Dopo il collasso dell'Unione Sovietica, il livello di tali danni venne comunicato in modo informale agli scienziati statunitensi. La documentazione scientifica formale di alcuni dei danni EMP in Kazakistan esiste ma è ancora scarsa nella letteratura scientifica.
Nel 1998, un articolo dell'IEEE, tuttavia, contiene una serie di informazioni riguardanti la misura degli effetti EMP sui 570 km di linea telefonica, compresi alcuni dettagli circa i fusibili e le protezioni che  furono utilizzate su quella linea di comunicazione.
Secondo tale documento, i protettori di sovratensione a gas bruciarono a causa delle tensioni indotte dalla componente veloce E1 dell'effetto EMP, ed i fusibili saltarono per via della componente lenta E3 dell'EMP, che causò correnti geomagneticamente indotte in tutti i vari segmenti di linea.
La già citata componente lenta E3 provocò anche l'interruzione dei cavi sotterranei tra Aqmola/Astana ed Almaty.

## Cronologia
| Nome sovietico | Nome statunitense | Data             | Potenza (kt) | Quota (km) | Note                |
| -------------- | ----------------- | ---------------- | ------------ | ---------- | ------------------- |
| K-1            | Test #128         | 27 ottobre 1961  | 1,2          | 300        |                     |
| K-2            | Test #127         | 27 ottobre 1961  | 1,2          | 150        |                     |
| K-3            | Test #184         | 22 ottobre 1962  | 300          | 290        | Peggior effetto EMP |
| K-4            | Test #187         | 28 ottobre 1962  | 300          | 150        |                     |
| K-5            | Test #195         | 1º novembre 1962 | 300          | 59         |                     |